# Letní čas

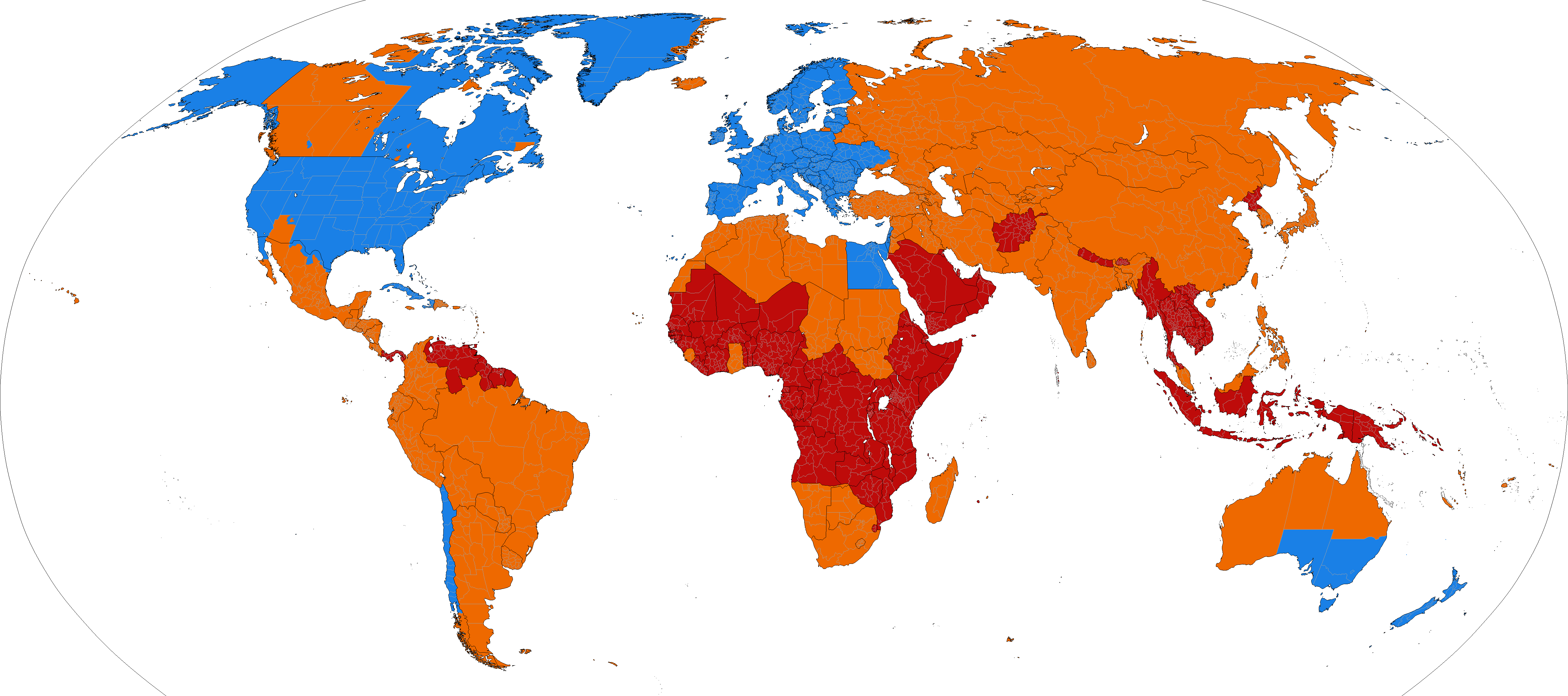
Přestože je používání letního času v Evropě a Severní Americe obvyklé, většina světové populace ho nevyužívá.
Letní čas zaveden
Letní čas přestal být využíván
Letní čas nikdy nezaveden

Jaro – posun o jednu hodinu dopředu; ve střední Evropě z 2:00 na 3:00

Podzim – posun o jednu hodinu zpět; ve střední Evropě z 3:00 na 2:00

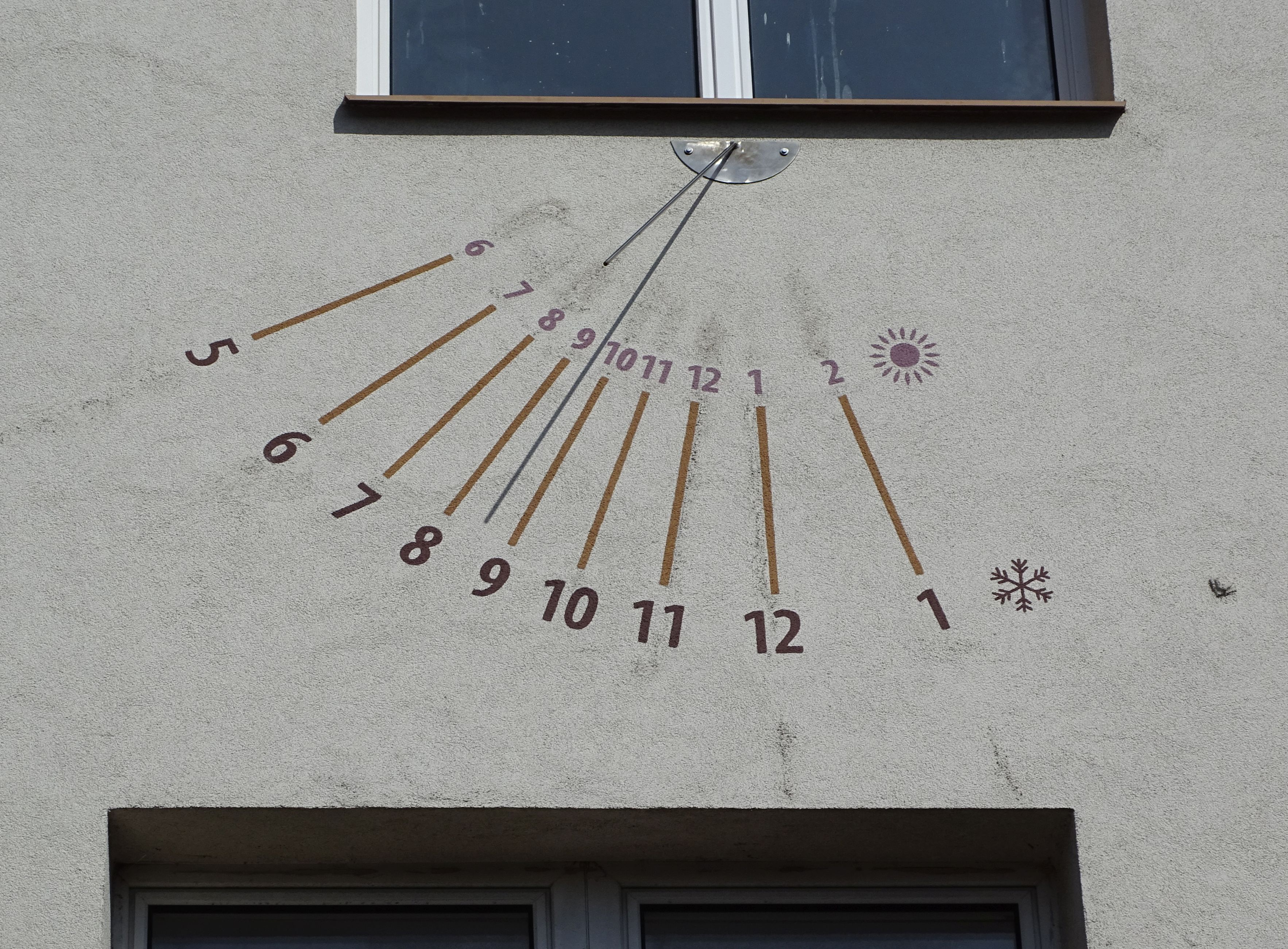
Sluneční hodiny s úpravou na letní čas

Letní čas je označení systémové úpravy měření a udávání času, při které se v určité oblasti po část roku (v době léta a okolo něj) nepoužívá čas daný příslušným časovým pásmem, nýbrž čas posunutý dopředu, obvykle o 1 hodinu. Původním účelem zavedení letního času byla snaha o úsporu elektrické energie, která by jinak byla potřeba pro večerní svícení – díky letnímu času je večer „déle“ světlo (ale ráno se rozednívá „později“). V kontrastu s letním časem bývá běžný pásmový čas často nesprávně označován za „zimní čas“. Skutečný zimní čas, tj. posun hodin dozadu oproti běžnému pásmovému času, nachází mnohem menší uplatnění než letní čas.
V Evropské unii včetně Česka byly v roce 1996 doby začátku a konce letního času sjednoceny – letní čas začíná v noci na poslední neděli v březnu (je o hodinu víc) a končí v noci na poslední neděli v říjnu (je o hodinu míň). Ke zrušení střídání časů, původně dle návrhu Evropské komise plánovanému na rok 2019, pro neshodu členských států na upřednostňovaném celoročním řešení (zda používat jen pásmový čas nebo jen letní čas) dosud nedošlo.

## Historie
Princip podobný letnímu času se asi poprvé objevil roku 1784 v dopise Benjamina Franklina vydavatelům časopisu Journal of Paris. Dopis však byl míněn ironicky, Franklin nenavrhoval zavedení letního času, ale aby lidé vstávali i chodili spát dříve, čímž by lépe využili denní světlo.
Sluneční čas, kdy se hodinky řídily podle Slunce, postupně na přelomu 19. a 20. století nahradil pásmový čas a s jeho zavedením se tak začala objevovat snaha během roku srovnat časové pásmo podle původního chodu Slunce.
První vážně míněný návrh na zavedení letního času učinil londýnský stavitel William Willett roku 1907 ve své eseji The Waste of Daylight. Ačkoli se mu podařilo přesvědčit i jednoho z britských poslanců, návrh se nepodařilo prosadit.
V praxi byl letní čas poprvé zaveden za první světové války v roce 1916, a to hned v řadě evropských zemí. Jako první zřejmě letní čas zavedlo Německo od 30. dubna 1916 do 1. října téhož roku, a Rakousko-Uhersko, jehož součástí tehdy byly i české země (pro Předlitavsko bylo do roku 1920 k tomu právním zmocněním vlády nařízení ministra práv RGBl 274/1914 z října 1914). Tento letní čas se v obou říších uplatňoval až do roku 1918.[zdroj?] Také Velká Británie si upravila hodinky a letní čas zde ve třetím válečném roce fungoval mezi 21. květnem a 1. říjnem 1916.
Dále pak ve Švédsku od 15. května 1916 do 30. září téhož roku, ale v dalších letech v něm už nepokračovalo.
Jako výhoda zavedení letního času byl tehdy zmiňován volný čas úředníků za světla, pokles spotřeby petroleje na svícení, ale žádný přínos pro obchod či průmysl. Dělníci po práci tak ještě mohli pracovat na poli, ale to vedlo k poklesu produktivity v továrnách. Děti nechtěly jít večer za světla spát. Letní čas tak byl i v Čechách nepopulární, zvláště na venkově byl proti němu odpor. Ve Francii byl zaveden z důvodu úspory uhlí.
Dne 19. března 1918 byla v USA zákonem zavedena časová pásma (tehdy již používaná na železnici), se kterými bylo zavedeno i používání letního času (počínaje 31. březnem) po zbytek 1. světové války. Letní čas platil v letech 1918 a 1919, byl však natolik nepopulární (lidé tehdy vstávali i chodili spát dříve), že tento zákon byl poté zrušen.
V Rusku byl letní čas poprvé zaveden v roce 1917, v některých obdobích ve 20. letech byla hodinová ručička posunuta o dvě, nebo dokonce i o tři hodiny dopředu. Těžko tedy říct, jestli to byl čas letní, nebo spíše upravený. Po několikaleté přestávce byl v SSSR znovu čas změněn v roce 1930 a lišil se od pásmového času o jednu hodinu, tedy jakoby letní čas platil po celý rok. (Ostatně stejnou věc v současnosti praktikují Francie a Španělsko, které by zeměpisně patřily do stejného časového pásma jako Velká Británie.) Za 2. světové války v letech 1943 a 1944 byl k tomuto posunutému času ještě zaveden další letní posun o jednu hodinu, čímž se hodinky dostaly o dvě hodiny napřed vůči časovému pásmu. V únoru 2011 schválil prezident Dmitrij Medveděv zrušení standardního času a zavedení letního času celoročně. Naposledy se v Rusku posunul čas na letní 27. března 2011 o hodinu dopředu. Stejný krok ohlásilo i Bělorusko (2011) a Arménie (2012). Parlament Ukrajiny v září 2011 schválil opuštění standardního času, ovšem hned v říjnu 2011 parlament tyto plány zrušil. V Rusku byl ale pro nesouhlas veřejnosti znovu zaveden standardní čas při podzimní změně času v roce 2014.
Letní čas byl v říši znovu zaveden pro úsporu uhlí a denního světla za druhé světové války. V českých zemích (tehdy v Protektorátu Čechy a Morava) fungoval nepřetržitě (!) od 1. dubna 1940 až do 2. listopadu 1942, dále pak od 29. března do 4. října 1943, od 3. dubna do 2. října 1944, a konečně od 2. dubna do již svobodného 1. října 1945. Dále pak od 6. května do 6. října 1946, od 20. dubna do 5. října 1947, od 18. dubna do 3. října 1948 a od 10. dubna do 2. října 1949. Na přelomu roku 1946 (1. prosince 1946 – 23. února 1947) byl zaveden také zimní čas, kdy byl čas posunut o jednu hodinu dozadu. Příslušné vládní nařízení bylo vydáno 27. listopadu, tedy čtyři dny před změnou.
Počátkem 70. let nastal ropný šok. V USA byl tedy zaveden letní čas, ale jen v letech 1974 a 1975. Poté byl znovuzaveden například ve Francii a to od roku 1976. Každoroční letní čas byl v Československu znovuzaveden nikoliv jako důsledek ropné krize, ale v roce 1979 jako reakce na energetickou krizi způsobenou náhlým poklesem teplot (viz Uhelné prázdniny 1979). Ve Francii měl letní čas ušetřit elektřinu ve formě 300 000 tun ropy, takže i v Československu byl pro dobré zkušenosti občanů ve Francii přijat. Po několika letech se ustálilo pravidlo, podle kterého se letní čas zaváděl poslední březnový víkend (v noci ze soboty na neděli) a končil poslední zářijový víkend.
Roku 1992 vláda v Portugalsku politicky prosadila (bez konzultace s astronomy), že se v Portugalsku změní časové pásmo na středoevropský čas z důvodu úspory energie. Od roku 1996 je letní čas o jeden měsíc delší (tak jako v Británii a Irsku v dřívějších letech) – trvá až do posledního víkendu v říjnu, čímž je letní čas zaveden po větší část roku než čas pásmový. Tato změna byla provedena v celé Evropské unii (tehdy mimo Portugalsko), takže se jí přizpůsobilo i Česko. Roku 1997 byla, přes odpor Francie, existence letního času v EU prodloužena na roky 1998-2001, přičemž zachování letního času bylo ekonomicky výhodné pro turistické státy Řecko, Španělsko, Portugalsko a Itálii, kde letní čas zvyšuje tržby restaurací. Roku 1999 vyšla studie, kterou pro EU vyhotovili Reincke a van den Broek, která také zmiňuje, že letní čas v EU zvyšuje výnosy pro průmysl volného času o 3 %. Trvání střídání letního a standardního času poté bylo v EU několikrát prodlouženo.

## Letní čas v Česku a ve světě
Na letní čas se v Česku každý rok přechází poslední neděli v březnu, kdy po 01:59:59 SEČ (středoevropského času) následuje 03:00:00 SELČ (středoevropského letního času). Letní čas končí poslední neděli v říjnu, kdy se po 02:59:59 SELČ hodiny posunou na 02:00:00 SEČ. Používání letního času je harmonizováno direktivou Evropské komise.
Letní čas je záležitostí zemí mírného pásu. V tropickém pásu se délka dne v létě od délky zimního dne neliší natolik, aby mělo zavedení letního času smysl. Obdobně v polárních oblastech, kde polární noc trvá až půl roku, nemá samozřejmě letní čas smysl.
Ve všech státech Evropy s výjimkou Islandu, Ruska, Běloruska, části Grónska a norských ostrovů Jan Mayen a Špicberky se letní čas používá. Podle pravidel Evropské unie přechod nastává ve všech časových pásmech současně, v 1:00 UTC (tzn. 2:00 SEČ, resp. 3:00 SELČ), poslední neděli v březnu, resp. říjnu.
V USA a Kanadě letní čas začíná dříve a končí později než v zemích Evropské unie – druhou nedělí v březnu, resp. první nedělí v listopadu. Některé části jejích území však letní čas nepoužívají.
Státy na jižní polokouli mají léto v době, kdy je na severní polokouli zima, tudíž i letní čas tam oproti severní polokouli platí v opačné části roku; proto časový posun mezi Českem a např. Chile může být podle aktuálního data buď 4, 5, nebo 6 hodin.
Letní čas v muslimských zemích zpožďuje tradiční ramadánovou večeři, protože slunce podle letního času zapadá později. Proto se v měsíci Ramadánu od něj v některých zemích dočasně upouští nebo je to jeden z důvodů, proč se vůbec nezavádí.
| Barva | Čas oproti lokálnímu průměrnému času |
| ----- | ------------------------------------ |
|       | 1 h ± 30 min zpět                    |
|       | 0 h ± 30 min                         |
|       | 1 h ± 30 min napřed                  |
|       | 2 h ± 30 min napřed                  |

| Barva | Čas oproti lokálnímu průměrnému času |
| ----- | ------------------------------------ |
|       | 1 h ± 30 min zpět                    |
|       | 0 h ± 30 min                         |
|       | 1 h ± 30 min napřed                  |
|       | 2 h ± 30 min napřed                  |
|       | 3 h ± 30 min napřed                  |

## Argumenty pro a proti

### Argumenty pro

Změna východu a západu slunce (pro Prahu) se změnou na letní čas. Zatímco je průměrný čas úsvitu bez zavedení letního času přibližně 5:55 (v létě 37 dnů i před 4:00), tak po zavedení letního času je to přibližně 6:29. Soumrak pak nastává průměrně v přibližně 18:10 respektive přibližně v 18:44.

Argumentem pro zavedení letního času byly především již dříve uvedené energetické úspory. Občas se také argumentuje pro letní čas tím, že se poněkud zmírňují některé energetické špičky.
Denní biologický rytmus člověka ovlivňuje sluneční záření. Proto ranní vstávání v daný čas neodpovídající slunečnímu úsvitu může způsobovat deprese. Letní čas tak napomáhá synchronizovat cyklus spaní. Ovšem ti lidé, co mají syndrom odkládané spánkové fáze („noční sovy“), mají problém, pokud končí letní čas.

### Argumenty proti
Kritici letního času jej považují za zcela nepřirozený a umělý. Argumentují, že se člověk řídí vnitřními biologickými hodinami, které si obtížně zvykají na změnu času či letní čas samotný. Jde však o cirkadiánní rytmus, který sice umožňuje přizpůsobení (například tzv. časový posun, kdy se mění časové pásmo a doprovází ho pásmová nemoc), ale není to zdravé. Extrémem je noční práce, kterou IARC klasifikuje jako pravděpodobný karcinogen.
Většina uznávaných energetiků tvrdí, že spotřeba energie se posunem času téměř nemění nebo že energetické úspory jsou diskutabilní. Podle měření zaměstnanců Pražské energetiky je úspora elektrické energie pouze v období okolo rovnodennosti v rozsahu jednoho procenta, v letních měsících nemá letní čas na spotřebu elektrické energie v podstatě žádný vliv, protože přirozené osvětlení je i tak dost dlouhé a prodloužení letního času do října znamenalo v porovnání s předchozími roky ztrátu, protože ztráty za říjen se vyrovnají úsporám za září. Rakouský svaz podnikatelů v energetice uvádí, že zavedení letního času již několik let nepřináší energetické úspory, ale naopak vede ke zvýšené spotřebě pohonných hmot, neboť Rakušané jezdí svými auty do pozdějších večerních hodin. Také veškeré venkovní aktivity (pracovní i odpočinkové) lze provozovat déle vzhledem k oficiálnímu času. V roce 2008 vznikla studie využívající legislativní změny týkající se letního času v americkém státu Indiana k výpočtu účinku letního času; podle této studie způsobuje letní čas celkové zvýšení energetických nákladů o asi 1 %, neboť úspory energie potřebné na osvětlení jsou převáženy zvýšenou spotřebou energií na topení a klimatizaci.
Dalším argumentem (obecně proti střídání času) jsou problémy spojené s odebranou či přidanou hodinou například ve směnných provozech nebo v dopravě, kdy při přechodu z letního času zpět se některé vlaky na hodinu zastavují, resp. že se při přechodu z letního času 2× během dne zopakují stejné časové údaje 2:xx.

### Iniciativy za zrušení
Pro zrušení používání letního času v EU vznikla také iniciativa „Pouze jeden čas“ (For Only One Time) ; pro možnost předložení návrhu ve formě evropské občanské iniciativy by ale potřebovala nashromáždit milion podpisů občanů EU, z toho aspoň 16 500 v Česku. Z českých politiků se boji za zrušení střídání času dlouhodobě věnuje senátor za KDU-ČSL Petr Šilar a na půdě Evropského parlamentu se snaží otázku otevřít jeho spolustraník Tomáš Zdechovský.
V únoru 2018 se skupina poslanců Evropského parlamentu snažila o první krok ke zrušení střídání standardního a letního času. Nakonec se ale v Evropském parlamentu podařilo schválit jen výzvu Evropské komisi, která má výhody a nevýhody střídání času prozkoumat a navrhnout nějaké řešení. Evropská komise nakonec navrhla zrušení střídání standardního a letního času do roku 2019 s tím, že státy si sami zvolí, jaký čas si ponechají. Fyzioložka a biochemička Helena Illnerová prosazuje přechod na standardní čas. Portugalsko, Polsko a Kypr si však chtějí ponechat letní čas. V březnu 2019 však bylo prozatímně rozhodnuto, že k poslednímu posunu času by mělo dojít v roce 2021. Doposud však nebylo definitivně rozhodnuto, tato problematika byla odložena kvůli pandemii covidu-19. Ke zrušení nedojde dříve než v roce 2026.

### Návrh jiného řešení
Někteří lidé místo dvou změn času každý rok navrhují přejít na „letní čas“ celoročně, tzn. trvale přijmout sousední časové pásmo. Tato myšlenka se objevuje hlavně ve Velké Británii, pro kterou by to znamenalo přechod na SEČ, tzn. sjednocení časového pásma s většinou Evropy. Permanentní letní čas byl již zaveden roku 1974 v USA, ale vzápětí zrušen pro značnou nevoli. Je výhodný pro turismus.

## Zajímavosti
Během své existence období letního času ovlivnilo množství nepředstavitelných událostí. „Znemožnilo teroristický útok, údajně snižuje účast ve volbách a množství halloweenských koledníků.“